# エゾスズメ
エゾスズメ（蝦夷天蛾、学名：Phyllosphingia dissimilis）は、チョウ目・スズメガ科に分類されるガの一種。

## 分布
日本（北海道から九州、対馬）、台湾、中国、シベリア南東部、フィリピン、インドに分布する。

## 特徴
開張82mmにもなる大型のスズメガ。体色は灰褐色で、翅には独特の模様がある。静止した際に、後翅の一部が前翅よりも頭部側に飛び出すという特徴がある。幼虫は他のスズメガ類と比べて細長い体型をしている。蛹は黒くやや扁平でごつごつした見た目をしている。
オニグルミを食草とする。年2化で蛹で越冬する。

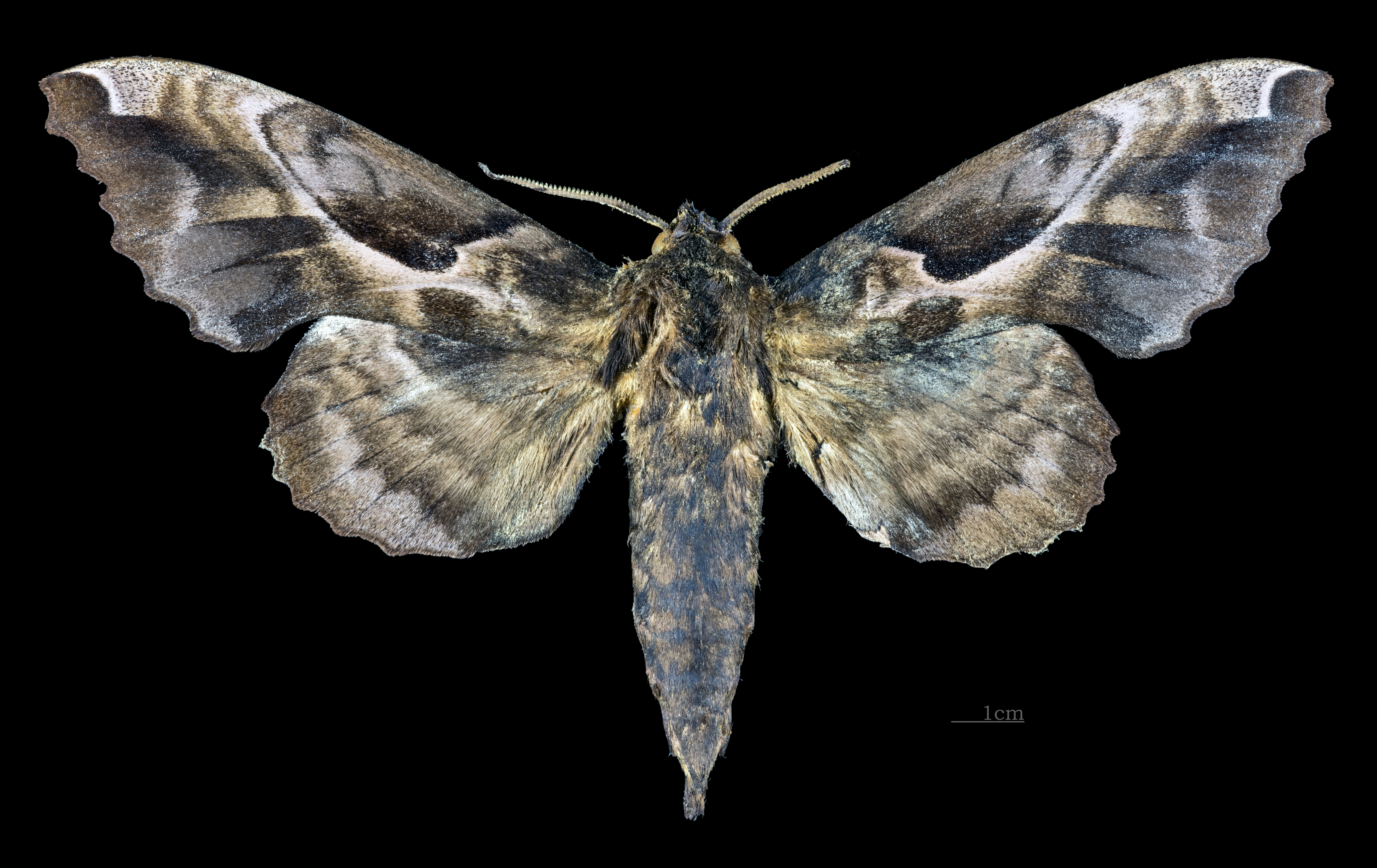
P. d. dissimilis ♂
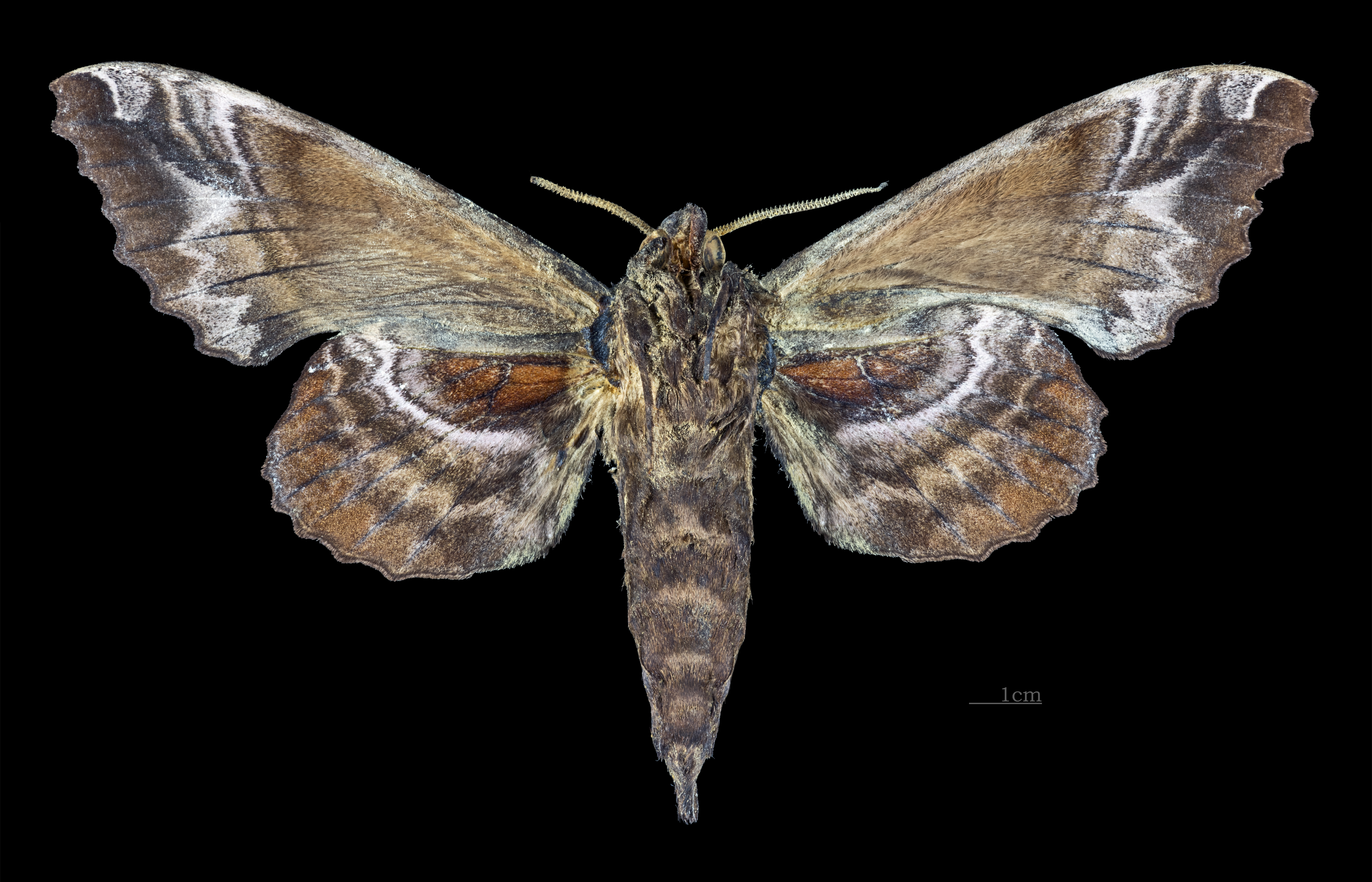
P. d. dissimilis ♂  △
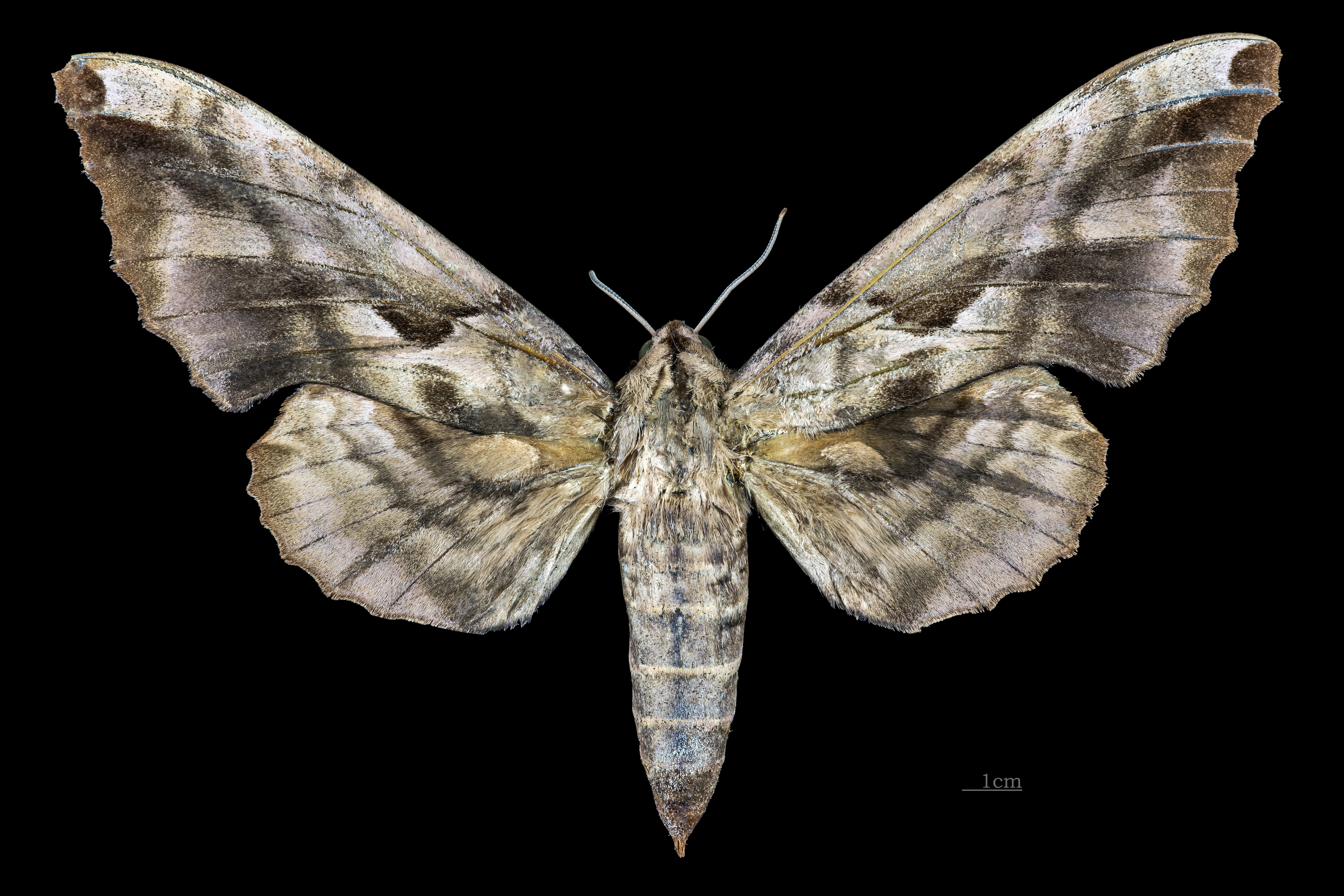
P. d. dissimilis  ♀
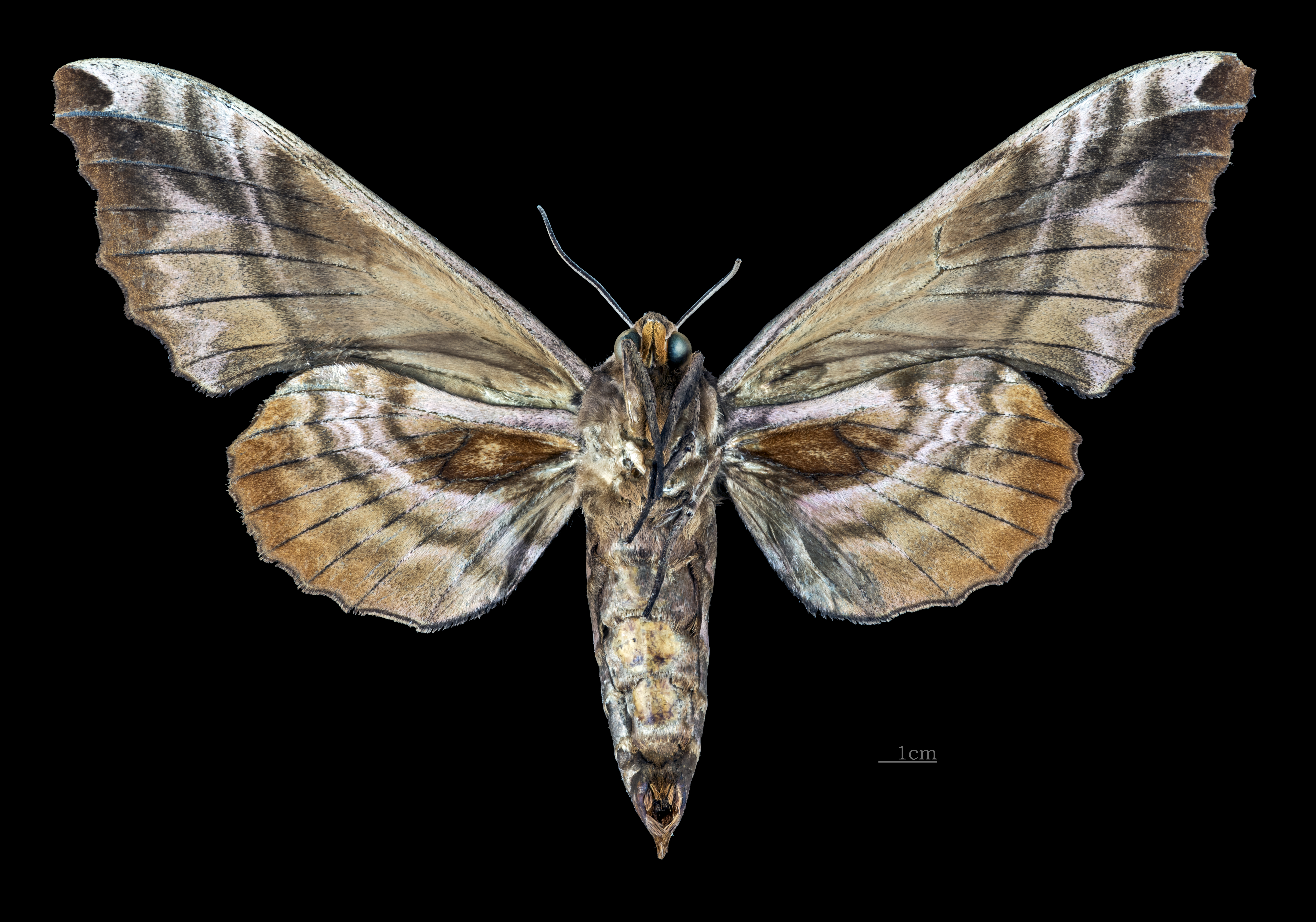
P. d. dissimilis ♀ △